# 隆之里俊英
隆之里俊英（日语：／ Takanosato Toshihide，1952年9月29日—2011年11月7日），原名高谷俊英，日本青森縣南津輕郡浪岡町（現在青森市）出身的前大相撲力士，第59代横綱。身高181cm、體重158kg，血型O型。引退後出任年寄，襲名鳴戸，成為稀勢之里寬和高安晃等7位關取的教練。他所屬的相撲部屋是二子山部屋。

## 早年生涯
隆之里在轉向相撲之前踢足球和柔道。他和若乃花幹士來自日本同一地區，兩人於1968年7月一起進入專業相撲，加入了二子山部屋。隆之里在1975年5月到達了幕內級別，但有一些平庸的賽果，並多次回到十兩級。他直到1979年才到達三役隊伍，當時若乃花已經是一個橫綱。1980年，他連續兩次獲得亞軍，但他是從前頭級別中獲得的。因為他強壯的體格，所以有“大力水手”的綽號，他是當時為數不多進行重量訓練的力士，這在現代相撲中已經司空見慣。在1982年3月晉升為大關，在他晉升之後，他宣布他多年來一直患有糖尿病，並設計了一種特殊飲食以控制疾病。他在1982年9月以15勝0負的戰績贏得了他的第一個優勝。他在1983年3月和5月的錦標賽中獲得亞軍，然後在7月份獲得了他的第二個冠軍。在此比賽之後被提升為橫綱。

## 橫綱
隆之里在達到橫綱級別時差不多有三十一歲，經91個場所才晉升至橫綱，是相撲歷史上第二慢，僅次於三重ノ海剛司。雖然他的橫綱生涯相對較短，但他與另一位橫綱千代富士有很大的競爭。在1983年7月至1984年1月的四場比賽中，兩名力士以相同的分數進入最後一天。這在相撲中是獨一無二的。隆之里贏得了四場比賽決賽中的三場比賽，並且他是少數能夠與千代富士比賽取得勝利的摔跤手之一。他通過一遍又一遍地觀看千代富士的比賽的錄像帶來研究他的戰鬥風格。1981年7月至1982年9月，隆之里連續八次擊敗千代富士，並在31次遭遇中18次取得勝利。
1984年1月場所是隆之里最後一次優勝，之後他的橫綱生涯令人失望。儘管他確實參加了6月份在麥迪遜廣場花園舉行的為期三天的巡迴比賽，但他在1985年大部分時間因傷缺席，只能完成一場比賽。他於1986年1月宣布引退，當年他33歲。

## 引退後
隆之里在加入日本相撲協會成為年寄時，襲名鳴戶，在1989年於千葉縣松戶市成立自己的部屋。並產生了幾個力士。第一個是力皇（現在是職業摔跤手），接著是1998年的若之里忍，1999年是隆乃若勇紀，2003年是隆之鶴伸一，2004年是稀勢之里，2011年是高安晃和隆之山(捷克出身力士)。嗚戶還擔任過相撲副裁和評論員。

## 死亡
2011年10月，日本相撲協會對新聞雜誌周刊新潮的指控展開調查，稱鳴戶親方用木頭襲擊了他的部屋的新弟子，並給隆之山注射了胰島素，這位只有100公斤的力士會增加他的食慾和體重。鳴戶親方和隆之山被放駒理事長傳召提問，幾天后，即2011年11月7日，鳴戶親方在59歲時死在福岡，原因是急性呼吸衰竭。在同月晚些時候舉行的九州場所結束時，稀勢之里被提升為大關，這是鳴戶一直夢寐以求的。
去世後戒名隆昌院忍岳俊道居士。